# László György (költő)
László György (Türe, 1946. október 4. –) erdélyi magyar  költő, író, műfordító.

## Kötetei
- Jövő-bűvölő (versek), Penti Kft., Budapest, 2003.
- Az Ige felmutat (versek), Penti Kft., Budapest, 2004.[1]
- Ciriburiék kertje (versek gyerekeknek), Penti Kft., Budapest, 2005.
- Bendő, a telhetetlen macska (mesék), Penti Kft., Budapest, 2006.
- A visszatérő (kisregények), Penti Kft., Budapest, 2007.[2]
- Türe a jövő előtt (esszék, versek), Euronet Advertising - Risoprint Kiadó, Kolozsvár, 2008.
- A. Sz. Puskin: Jevgenyij Anyegin (fordítás), Codex Print Kft., Budapest, 2009, 2014.
- Anyám örökre szép (versek), Euronet Andvertising, Kolozsvár, 2010, 2012.[3]
- Néhai Laji Ferenc temetése (filmregény), Göncöl-Print, Budapest, 2013.[4]
- Sikoly a Vércsekő alatt (filmregény), Budapest, 2015.[5]